# Paro

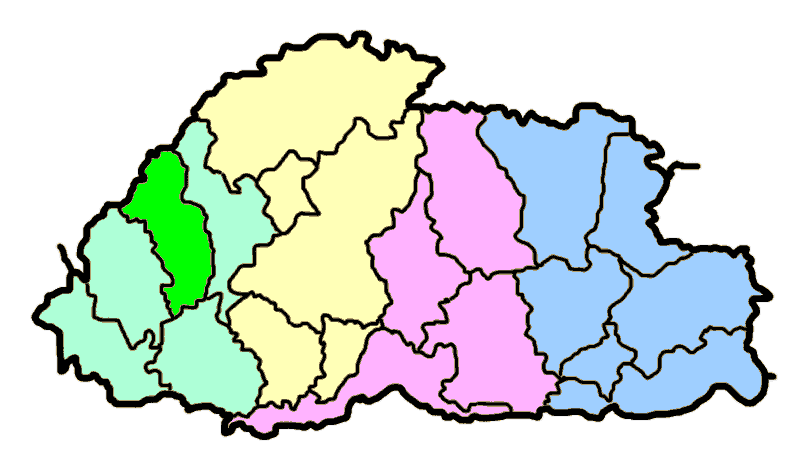
Districtul Paro

Paro este un district din Bhutan. Are o suprafață de 1.500 km² și o populație de 46.615 locuitori. Districte Paro este divizat în 10 municipii.